# Ghost (album Devin Townsend Project)
Ghost – album studyjny Devin Townsend Project. Wydawnictwo ukazało się 20 czerwca 2011 roku nakładem wytwórni muzycznych HevyDevy Records i InsideOut Music. Płyta trafiła do sprzedaży jednocześnie wraz z albumem Deconstruction. Obydwa albumy ukazały się także łącznie jako jedno wydawnictwo zatytułowane Calm And The Storm: Deconstruction & Ghost.
Nagrania dotarły do 12. miejsca listy Billboard Heatseekers Albums w Stanach Zjednoczonych.

## Lista utworów
Opracowano na podstawie materiału źródłowego.
| Nr  | Tytuł utworu                     | Słowa          | Muzyka                                   | Długość |
| --- | -------------------------------- | -------------- | ---------------------------------------- | ------- |
| 1.  | „Fly”                            | Devin Townsend | Devin Townsend                           | 4:15    |
| 2.  | „Heart Baby”                     | Devin Townsend | Devin Townsend                           | 5:55    |
| 3.  | „Feather”                        | Devin Townsend | Devin Townsend                           | 11:30   |
| 4.  | „Kawaii”                         | Devin Townsend | Devin Townsend                           | 2:52    |
| 5.  | „Ghost”                          | Devin Townsend | Devin Townsend                           | 6:24    |
| 6.  | „Blackberry”                     | Devin Townsend | Devin Townsend                           | 4:53    |
| 7.  | „Monsoon” (utwór instrumentalny) |                | Devin Townsend, Dave Young, Kat Epple    | 4:37    |
| 8.  | „Dark Matters”                   | Devin Townsend | Devin Townsend                           | 1:57    |
| 9.  | „Texada”                         | Devin Townsend | Devin Townsend                           | 9:30    |
| 10. | „Seams”                          | Devin Townsend | Devin Townsend                           | 4:04    |
| 11. | „Infinite Ocean”                 | Devin Townsend | Devin Townsend, Dave Young, Mike St-Jean | 8:01    |
| 12. | „As You Were”                    | Devin Townsend | Devin Townsend                           | 8:47    |
|     |                                  |                |                                          | 1:12:45 |

## Twórcy
Opracowano na podstawie materiału źródłowego.
| - Devin Townsend – wokal prowadzący, gitara, gitara basowa, banjo, instrumenty klawiszowe, inżynieria dźwięku, miksowanie, produkcja muzyczna - Mike St. Jean – perkusja, instrumenty perkusyjne - Dave Young – instrumenty klawiszowe, programowanie, mandolina - Kat Epple - flet - Katrina Natale – wokal wspierający |  | - Ryan Dahle, Sheldon Zaharko - inżynieria dźwięku - Troy "T-roy" Glessner - mastering - Jean Savoie, Ryan van Poederooyen – obsługa techniczna - Travis Smith – oprawa graficzna - Brian Kibbons - zdjęcia |

## Listy sprzedaży
| Lista                        | Kraj              | Pozycja |
| ---------------------------- | ----------------- | ------- |
| Billboard Heatseekers Albums | Stany Zjednoczone | 12      |